# Erwachsene reden. Marco hat was getan.
Erwachsene reden. Marco hat was getan. ist ein Jugendbuch von Kirsten Boie.

## Handlung
Der 15-jährige Marco, der in einer fiktiven deutschen Kleinstadt aufwächst, begeht in der benachbarten größeren Stadt einen Brandanschlag auf ein von türkischen Einwanderern bewohntes Haus, bei dem zwei Kinder ums Leben kommen. Die Handlung setzt nach der Tat ein und rekonstruiert, wie es zu dieser Tat kam:
Marco ist der jüngste von drei Brüdern. Während die älteren, Bernd und Sven, in der Schule keine Probleme machten, verhält sich Marco schon in der Grundschule gegenüber seiner Lehrerin frech, macht seine Aufgaben nicht und kommt im Unterricht schlecht mit. Seine Mutter gewährt ihm sehr viele Freiheiten und unterstützt die Lehrerin nicht in ihrer Arbeit. Obwohl Marco nur eine Empfehlung für die Hauptschule bekommt, melden die Eltern ihn an einem Gymnasium an. Dort verhält er sich zunächst sehr freundlich, was aber nicht lange anhält. Mitte der 6. Klasse wird er an die Realschule zurückgestuft, kurz vor Ende der 8. Klasse muss er sogar zurück an die Grund- und Hauptschule, die er nach der 4. Klasse verlassen hatte. Die anderen Schüler reagieren auf den „Rückkehrer“ mit Schadenfreude und verhalten sich eher ablehnend, nur mit seinem Mitschüler Rüdiger Poffatz schließt er Freundschaft. Dieser wiederum hat Kontakt zu ein paar älteren Jugendlichen wie dem 17-jährigen Sigurd, der ausländerfeindliche Einstellungen hat und dessen Vater Mitglied einer rechtsextremen Partei ist.
Als Marco in der Schule einen Aufnäher mit der Aufschrift „Ich bin stolz, ein Deutscher zu sein.“ trägt, möchte sein Klassenlehrer über das Thema Nationalstolz diskutieren. Marco nennt die Autobahnen als Beispiel für etwas, worauf die Deutschen stolz sein könnten, und auf die provokative Frage des Lehrers, ob er dann also stolz auf Hitler sei, reagiert er gar nicht. Der Lehrer – der die Fächer Deutsch und Geschichte unterrichtet – macht daraufhin die Zeit des Nationalsozialismus und den Holocaust zu einem großen Unterrichtsthema. Marco provoziert immer neue Diskussionen mit dem Lehrer und zieht den Holocaust in Zweifel. Bei einer Geschichtsarbeit streicht Marco eine Aufgabe zu den Opferzahlen verschiedener KZs komplett durch. Der Lehrer gibt ihm eine Fünf, womit er seinen Hauptschulabschluss nicht bestanden hätte. Marco geht wütend auf den Lehrer zu und verlässt die Schule. Später wird er mit seiner Clique aus dem örtlichen Jugendclub herausgeworfen, weil sie dort Bier trinken. In derselben Nacht verübt Marco den Brandanschlag, der jedoch nicht im Detail dargestellt wird.

## Erzählweise
Die Geschichte wird aus der Perspektive eines Journalisten erzählt, der nach der Tat verschiedene Personen in der Kleinstadt befragt, wie etwa Nachbarn, den Lehrer, den Schulleiter, den Pfarrer und den Sozialarbeiter im Jugendclub. Der Journalist kommt jedoch nicht selbst zu Wort, ist also kein Erzähler, sondern es werden nur die Aussagen der Befragten wiedergegeben. Dabei wird deutlich, wie unterschiedlich Marco selbst, aber auch die Tat wahrgenommen wird: Der Bürgermeister und der Schulleiter haben ein Interesse daran, dass ihr Ort bzw. ihre Schule in der Öffentlichkeit gut dasteht und nicht mit dem Anschlag in Verbindung gebracht wird. Der Bürgermeister versucht, die Tat durch Worte wie „Vorfall“ und „Geschehnisse“ herunterzuspielen. Der Pfarrer und der Sozialarbeiter hingegen zweifeln an ihrem eigenen Verhalten und fragen sich, ob sie anders auf Marco hätten einwirken können und die Tat zu verhindern gewesen wäre. Eine Nachbarin sowie ein Tankstellenpächter, dem Marco manchmal bei Autoreparaturen half, stellen ihn als klugen und freundlichen Jungen dar, während aus den Aussagen der Jugendlichen deutlich wird, dass Marco bei den meisten unbeliebt war und schon immer gelogen und „Scheiße gebaut“ habe. Die Reaktion des Lehrers auf Marcos Äußerungen wurde aber als übertrieben und kontraproduktiv wahrgenommen.
Erst ganz am Schluss werden Marcos eigene Gedanken, in der dritten Person, wiedergegeben: Er glaubt, dass auch die meisten Erwachsenen gegen Ausländer sind, sich aber (im Gegensatz zu ihm) nicht trauen, etwas zu tun. Zudem hatte er den Tod der Kinder nicht geplant, er wollte den Türken nur einen „Denkzettel“ verpassen, damit sie in ihr Heimatland zurückgehen. Schuldig fühlt er sich nicht.

## Ausgaben
Das Buch erschien 1994 im Oetinger-Verlag, die Taschenbuchausgabe 1995 bei dtv, 2015 gab es eine überarbeitete Neuausgabe. 2001 wurde eine Übersetzung ins Niederländische veröffentlicht (Marco doet tenminste iets …, Übersetzerin: Els van Delden). In Dänemark erschien 1998 eine für den Deutschunterricht bearbeitete Ausgabe mit einem dänischen Nachwort von Erica Kirsch.

## Quelle
- Kirsten Boie: Erwachsene reden. Marco hat was getan. Oetinger, Hamburg 1994, ISBN 3-7891-3108-3.